# Liste der denkmalgeschützten Objekte in Rohrau (Niederösterreich)
Die Liste der denkmalgeschützten Objekte in Rohrau enthält die 21 denkmalgeschützten, unbeweglichen Objekte der niederösterreichischen Marktgemeinde Rohrau im Bezirk Bruck an der Leitha.

## Denkmäler
| Foto  |                 | Denkmal                                                                              | Standort                                                     | Beschreibung | Metadaten |
| ----- | --------------- | ------------------------------------------------------------------------------------ | ------------------------------------------------------------ | --- | --- |
| ja    | Datei hochladen | Figur hl. Johannes Nepomuk HERIS-ID: 15423 Objekt-ID: 11667                          | bei Dorfstraße 5A Standort KG: Gerhaus                       | Die Johannes-Nepomuk-Statue vor dem Haus Dorfstraße 4 in Gerhaus wurde in der zweiten Hälfte des 19. Jahrhunderts errichtet. | BDA-Hist.: Q37784342 Status: § 2a Stand der BDA-Liste: 2025-06-30 Name: Figur hl. Johannes Nepomuk GstNr.: 182                                            |
| ja    | Datei hochladen | Ortskapelle HERIS-ID: 15424 Objekt-ID: 11668                                         | gegenüber Dorfstraße 11 Standort KG: Gerhaus                 | Die Marienkapelle von Gerhaus wird auf die Mitte des 19. Jahrhunderts datiert. Schriftliche Aufzeichnungen über ihre Entstehung fehlen. Auf der Glocke im Turm ist zu lesen: „Scheichel Wienn in der Leopoldstadt 1774“ sowie „Gregorius Dischler Richter zu Gerhaus“. | BDA-Hist.: Q37784377 Status: § 2a Stand der BDA-Liste: 2025-06-30 Name: Ortskapelle GstNr.: 174                                                           |
| ja    | Datei hochladen | Bildstock HERIS-ID: 15422 Objekt-ID: 11666                                           | gegenüber Hauptstraße 25 Standort KG: Gerhaus                | Der spätgotische Bildstock an der Hauptstraße, im frühen 16. Jahrhundert errichtet und 1992 renoviert, verfügt über einen zweiseitig geöffneten Tabernakelaufsatz, der eine Pietà aus dem 18. Jahrhundert beherbergt. Stifter und Anlass der Errichtung sind nicht überliefert. | BDA-Hist.: Q37784310 Status: § 2a Stand der BDA-Liste: 2025-06-30 Name: Bildstock GstNr.: 198                                                             |
| ja    | Datei hochladen | Kath. Pfarrkirche hl. Helena HERIS-ID: 15429 Objekt-ID: 11673                        | Kirchenplatz 7 Standort KG: Hollern                          | Die im Kern auf die erste Hälfte des 13. Jahrhunderts datierte Pfarrkirche von Hollern (Patrozinium: hl. Helena), eine einfache Saalkirche mit mächtigem Ostturm, wurde 1429 erstmals urkundlich erwähnt und gegen Ende des 18. Jahrhunderts barockisiert. Der Chor stammt aus dem Jahre 1773. Unter der Sakristei befindet sich der Überlieferung nach die Grabstätte einer adeligen Familie, die einst in der Gegend ansässig war. | BDA-Hist.: Q37784617 Status: § 2a Stand der BDA-Liste: 2025-06-30 Name: Kath. Pfarrkirche hl. Helena GstNr.: 57 Pfarrkirche Hollern                       |
| ja    | Datei hochladen | Kriegergedächtniskapelle HERIS-ID: 15430 Objekt-ID: 11674                            | bei Kirchenplatz 7 Standort KG: Hollern                      | Bei der Pfarrkirche befindet sich eine Kapelle zum Gedenken an die Gefallenen des Ersten Weltkriegs. | BDA-Hist.: Q37784687 Status: § 2a Stand der BDA-Liste: 2025-06-30 Name: Kriegergedächtniskapelle GstNr.: 56                                               |
| ja    | Datei hochladen | Bildstock HERIS-ID: 15431 Objekt-ID: 11675                                           | gegenüber Schimmelgasse 1, auf dem Feld Standort KG: Hollern | Über den Bildstock, der sich auf halbem Weg nördlich der Straße befindet, die von Hollern nach Schönabrunn führt, heißt es in der Hollerner Pfarrchronik: „So eben auf dem Wege nach Schönabrunn steht eine aus Quadersteinen nach gotischer Art hergestellte Säule ohne eine Vorstellung. Ihre Stifter sind unbekannt.“ Die auf dem Bildstock sichtbare Zahl 1638 wird als Jahr der Errichtung gedeutet, der beigefügte Text ist nicht mehr lesbar.                                                                                        | BDA-Hist.: Q37784708 Status: § 2a Stand der BDA-Liste: 2025-06-30 Name: Bildstock GstNr.: 265/2                                                           |
| ja    | Datei hochladen | Teilbereich der Kuruzzenschanze HERIS-ID: 206285seit 2020                            | Standort KG: Hollern                                         | Die Befestigungsanlage (Erdwall mit Palisaden und kleinen Forts) wurde in den Jahren 1703/04 erbaut und bis zum Ende des 18. Jahrhunderts betrieben. Der Wall sollte die kaiserlichen Truppen der Habsburger im Kampf gegen die Kuruzzen unterstützen – bäuerliche Aufständische aus Ungarn im Gefolge des Aufstandes von Franz II. Rákóczi (1704–1711) – und den Zugang von Ungarn nach Wien sperren. Anmerkung: Teil des Objekts in Petronell, das sich über die Gemeindegrenze erstreckt.                                                | BDA-Hist.: Q107878090 Status: Bescheid Stand der BDA-Liste: 2025-06-30 Name: Teilbereich der Kuruzzenschanze GstNr.: 402/3, 441 Kuruzzenschanze, Austria  |
| ja    | Datei hochladen | Kath. Pfarrkirche hll. Rochus und Rosalia HERIS-ID: 15432 Objekt-ID: 11676           | Hauptstraße 47 Standort KG: Pachfurth                        | Schlichte, nach Nordosten ausgerichtete Saalkirche mit vorgestelltem Südwestturm. 1720–1722 als zu Rohrau gehörende Kapelle erbaut, 1785 nach Nordosten erweitert; jüngere Anbauten. | BDA-Hist.: Q37784714 Status: § 2a Stand der BDA-Liste: 2025-06-30 Name: Kath. Pfarrkirche hll. Rochus und Rosalia GstNr.: 334                             |
| ja    | Datei hochladen | Pfarrhof HERIS-ID: 15434 Objekt-ID: 11678                                            | Hauptstraße 49 Standort KG: Pachfurth                        | Hakenförmige, rückseitig mit einer Mauer begrenzte Anlage. 1786 erbaut, später mehrfach renoviert. | BDA-Hist.: Q37784748 Status: § 2a Stand der BDA-Liste: 2025-06-30 Name: Pfarrhof GstNr.: 332                                                              |
| ja    | Datei hochladen | Pestkapelle HERIS-ID: 15437 Objekt-ID: 11681                                         | an der Hauptstraße Standort KG: Pachfurth                    | Die etwas erhöht stehende barocke Pestkapelle mit Blendgiebelfassade stammt aus der Mitte des 18. Jahrhunderts. | BDA-Hist.: Q37784781 Status: § 2a Stand der BDA-Liste: 2025-06-30 Name: Pestkapelle GstNr.: 396                                                           |
| ja    | Datei hochladen | Haydndenkmal HERIS-ID: 15413 Objekt-ID: 11657                                        | bei Joseph Haydn-Platz 1 Standort KG: Rohrau                 | Karl Leonhard von Harrach ließ das Haydn-Denkmal 1794 gegenüber dem Schloss errichten. 1867 wurde es in den Schlosspark versetzt und 1951 ins Ortszentrum. 1951 wurde es ins Ortszentrum versetzt. | BDA-Hist.: Q37784135 Status: § 2a Stand der BDA-Liste: 2025-06-30 Name: Haydndenkmal GstNr.: 109                                                          |
| ja    | Datei hochladen | Kath. Pfarrkirche hl. Veit HERIS-ID: 15411 Objekt-ID: 11655                          | Joseph Haydn-Platz 3 Standort KG: Rohrau                     | Im Kern romanische, barockisierte Saalkirche im Norden des Ortes, von Friedhof mit Bruchsteinmauer umgeben. Langhaus im Kern romanisch, Chor mit gotischem Kreuzrippengewölbe aus der 2. Hälfte des 14. Jahrhunderts, überwiegend barocke Einrichtung. Hoher wuchtiger vorgestellter Turm. | BDA-Hist.: Q37775886 Status: § 2a Stand der BDA-Liste: 2025-06-30 Name: Kath. Pfarrkirche hl. Veit GstNr.: 113 Saint Vitus Church (Rohrau, Lower Austria) |
| ja    | Datei hochladen | Kapelle HERIS-ID: 15412 Objekt-ID: 11656                                             | bei Joseph Haydn-Platz 3 Standort KG: Rohrau                 | Die der Friedhofsmauer außen vorgelagerte große Barockkapelle mit seitlichen Pilasterpaaren und geschwungenem Giebel beherbergt eine holzgeschnitzte Kreuzigungsgruppe. | BDA-Hist.: Q37775894 Status: § 2a Stand der BDA-Liste: 2025-06-30 Name: Kapelle GstNr.: 112                                                               |
| ja    | Datei hochladen | Ehem. Pranger HERIS-ID: 15408 Objekt-ID: 11652                                       | bei Obere Hauptstraße 2 Standort KG: Rohrau                  | Der im 16. Jahrhundert angefertigte Sandstein-Pranger auf dem Joseph-Haydn-Platz wird dem Steinmetz Antonius Tencalla zugeschrieben. Die Inschriften auf dem Sockel („Niedere Gerichtsbarkeit 1240–1848“) und auf dem Pranger selbst („Rohrau Markt 1525“) wurden 1957 eingraviert. | BDA-Hist.: Q37775800 Status: § 2a Stand der BDA-Liste: 2025-06-30 Name: Ehem. Pranger GstNr.: 109                                                         |
| ja BW | Datei hochladen | Barocker Steinbogen des Pfarrhofs und Madonnenfigur HERIS-ID: 15421 Objekt-ID: 11665 | Obere Hauptstraße 3 Standort KG: Rohrau                      | | BDA-Hist.: Q37784298 Status: Bescheid Stand der BDA-Liste: 2025-06-30 Name: Barocker Steinbogen des Pfarrhofs und Madonnenfigur GstNr.: 16/1              |
| ja    | Datei hochladen | Ehem. Gasthaus HERIS-ID: 15418 Objekt-ID: 11662                                      | Obere Hauptstraße 20 Standort KG: Rohrau                     | Ende des 18. Jahrhunderts erbaut. Lange Straßenfront mit mittig übergiebeltem Korbbogenportal. | BDA-Hist.: Q37784237 Status: Bescheid Stand der BDA-Liste: 2025-06-30 Name: Ehem. Gasthaus GstNr.: 88                                                     |
| ja    | Datei hochladen | Haydn-Geburtshaus HERIS-ID: 15417 Objekt-ID: 11661                                   | Obere Hauptstraße 25 Standort KG: Rohrau                     | Eingeschoßiger dreiseitiger Hof unter einem Schilfdach. Geburtshaus der Komponisten Joseph Haydn und Michael Haydn, 1728 durch ihren Vater Mathias erbaut. 1899 nach Brand wieder aufgebaut, spätere Umbauten. Teilweise originale Ausstattung. | BDA-Hist.: Q1375165 Status: § 2a Stand der BDA-Liste: 2025-06-30 Name: Haydn-Geburtshaus GstNr.: 41/2 Birthplace of Joseph Haydn                          |
| ja    | Datei hochladen | Schloss Harrach und Wirtschaftsgebäude HERIS-ID: 15419 Objekt-ID: 11663              | Schloss Rohrau 1, u. a. Standort KG: Rohrau                  | Das Schloss in Rohrau ist eine vierflügelige Anlage mit vorgelagerten Wirtschaftshöfen. | BDA-Hist.: Q873107 Status: Bescheid Stand der BDA-Liste: 2025-06-30 Name: Schloss Harrach und Wirtschaftsgebäude GstNr.: 371, 372 Schloss Rohrau          |
| ja    | Datei hochladen | Dreifaltigkeitssäule HERIS-ID: 15416 Objekt-ID: 11660                                | gegenüber Schloss Rohrau 1 Standort KG: Rohrau               | Toskanische Säule mit Gruppe der Heiligen Dreifaltigkeit östlich des Schlosses, 1785 errichtet. | BDA-Hist.: Q37784208 Status: Bescheid Stand der BDA-Liste: 2025-06-30 Name: Dreifaltigkeitssäule GstNr.: 403                                              |
| ja    | Datei hochladen | Bildstock HERIS-ID: 15414 Objekt-ID: 11658                                           | bei Untere Hauptstraße 41 Standort KG: Rohrau                | Auf dem Stephanie-Harrach-Platz steht ein in der ersten Hälfte des 18. Jahrhunderts angefertigter Steinpfeiler mit Kreuzaufsatz (laut Inschrift ein „Befreiungsdenkmal“), davor eine Marienstatue in Lebensgröße. Die beiden Denkmäler wurden 1960 an den heutigen Standort versetzt. Zuvor befanden sie sich bei der Rohrauer Mühle. | BDA-Hist.: Q37784166 Status: § 2a Stand der BDA-Liste: 2025-06-30 Name: Bildstock GstNr.: 171                                                             |
| ja    | Datei hochladen | Teilbereich der Kuruzzenschanze HERIS-ID: 206285seit 2020                            | Standort KG: Rohrau                                          | Die Befestigungsanlage (Erdwall mit Palisaden und kleinen Forts) wurde in den Jahren 1703/04 erbaut und bis zum Ende des 18. Jahrhunderts betrieben. Der Wall sollte die kaiserlichen Truppen der Habsburger im Kampf gegen die Kuruzzen unterstützen – bäuerliche Aufständische aus Ungarn im Gefolge des Aufstandes von Franz II. Rákóczi (1704–1711) – und den Zugang von Ungarn nach Wien sperren. Anmerkung: Teil des Objekts in Petronell, das sich über die Gemeindegrenze erstreckt. Das gegenständliche Grundstück ist eingezäunt. | BDA-Hist.: Q107878090 Status: Bescheid Stand der BDA-Liste: 2025-06-30 Name: Teilbereich der Kuruzzenschanze GstNr.: 278/3 Kuruzzenschanze, Austria       |